# Зоммер, Антон Бернгард Карл
Антон Бернгард Карл Зоммер (нем. Anton Sommer; 11 декабря 1816, Рудольштадт — 1 июня 1888, там же) — немецкий поэт, писавший на тюрингском наречии.
Учился в Йенском университете.
Был пастором; опубликовал «Bilder und Klänge aus Rudolstadt in Volksmundart» (11 изд., 1886).